# Primula officinalis
Primula officinalis là một loài thực vật có hoa trong họ Anh thảo. Loài này được (L.) Hill miêu tả khoa học đầu tiên năm 1768.